# Leandro Suhr
Leandro Suhr, vollständiger Name Leandro Suhr Avondet, (* 24. September 1997 in Tarariras) ist ein uruguayischer Fußballspieler.

## Karriere
Der 1,75 Meter große Offensivakteur Suhr spielte von 2010 bis 2016 für Maracaná de Tarariras. In jenem Jahr wechselte er zum Erstligisten Plaza Colonia. Dort debütierte er am 18. September 2016 in der Primera División, als er von Trainer Leonel Rocco am 4. Spieltag der Spielzeit 2016 beim 4:2-Auswärtssieg gegen Villa Española in der 51. Spielminute für Gonzalo Malán eingewechselt wurde. Während der Saison 2016 kam er zweimal (kein Tor) in der Liga zum Einsatz.